# Justicia orchioides
Justicia orchioides är en akantusväxtart. Justicia orchioides ingår i släktet Justicia och familjen akantusväxter. Utöver nominatformen finns också underarten J. o. glabrata.